# عمارة بن حمزة بن عبد المطلب
عمارة بن حمزة بن عبد المطلب الهاشمي القرشي الكناني ابن عم النبي محمد ﷺ ، وأبوه الصحابي حمزة بن عبد المطلب وأمه هي الصحابية خولة بنت قيس، وبه كان حمزة يُكَنى بأبي عمارة، ويُكَنى أيضاً بأبي يعلى بابنه يعلى بن حمزة.

## نسبه
هو عمارة بن حمزة بن عبد المطلب بن هاشم بن عبد مناف بن قصي بن كلاب بن مرة بن كعب بن لؤي بن غالب بن فهر بن مالك بن قريش بن كنانة بن خزيمة بن مدركة بن إلياس بن مضر الهاشمي القرشي الكناني.